# بطيئة الأيض
بطيئة الأيض (باليونانية: Bradymetabolism)‏ (تعني: brady = βραδύ = «بطيء»؛ metabolia = μεταβολία = «أيض»). تشير إلى الكائنات التي معد الأيض مستمر بشكل بطيء. ويمكن أن يحدث لهذه الكائنات تغير كبير في سرعة الأيض وفقا لتوفر الغذاء ودرجة الحرارة. العديد من المخلوقات «بطيئة الأيض» التي تعيش في الصحراء والمناطق التي تتعرض لشتاء شديد على «إيقاف» الأيض حتى تقترب من الهلاك، وتعود لحالتا الطبيعية عند عودة الظروف المناسبة (انظر السبات الشتوي وهجوع صيفي).
في الثدييات، يكون الأيض عالي إلى حد ما، ينقص إلى مستويات متدنية فقط عند ندرة الطعام. في معظم الزواحف، يكون الأيض العادي منخفض جدا، لكنه يزيد نشاطه عند الضرورة، عادة في لحظات قليلة من النشاط عند التقاط الفريسة.